# Francisco Ramón Galíndez
Francisco Ramón Galíndez (San Fernando del Valle de Catamarca, 1879-desconocido) fue un profesor y político argentino del Partido Demócrata Nacional, que se desempeñó como diputado nacional (1916-1920) y como senador nacional (1932-1941) por la provincia de Catamarca. También fue interventor federal de la provincia de Jujuy brevemente en 1942, y de la provincia de Corrientes entre 1942 y 1943.

## Biografía
Nació en San Fernando del Valle de Catamarca en 1879. Asistió a la Escuela Normal de Paraná (Entre Ríos), graduándose de profesor en 1893.
Se desempeñó como profesor en instituciones educativas de su provincia, integrando también el Consejo General de Educación de Catamarca, del cual fue presidente de 1904 a 1907, y vicepresidente en 1922.
En las elecciones legislativas de 1916, fue elegido diputado nacional por la provincia de Catamarca, por el Partido Demócrata Progresista, completando el período en 1920.
En las elecciones al Senado de 1931, siendo miembro del Partido Demócrata Nacional, fue elegido senador nacional por la provincia de Catamarca, cumpliendo el mandato hasta 1941. Fue vocal de las comisiones de Obras Públicas, y de Justicia e Instrucción Pública. También integró una comisión especial de Tarifas Ferroviarias y una comisión especial para el estudio de la situación económica y financiera de algunas provincias que recibían subvenciones.
En mayo de 1942, fue designado interventor federal de la provincia de Jujuy por el presidente Ramón S. Castillo. Durante su breve gestión se realizaron elecciones provinciales a fines de ese mes, consagrando al conservador Fenelón Quintana, quien asumió en junio de 1942.
En octubre de 1942, fue designado interventor federal de la provincia de Corrientes, en reemplazo del gobernador Pedro Numa Soto, caducando también el poder legislativo municipal y los municipios, y dejando en comisión al poder judicial. Interinamente, la provincia había quedado a cargo de Aníbal Suárez Girardo, jefe del Regimiento 9 de Infantería, por unos pocos días. Su gabinete estuvo integrado por Miguel Osorio, como ministro de Gobierno, y por Luis Ponferrada, como ministro de Hacienda (y quien además lo acompañó en la intervención de Jujuy). Durante el cargo, buscó crear una fuerza conservadora provincial adherente al presidente Castillo. Su mandato quedó interrumpido por el golpe de Estado del 4 de junio de 1943.
También dirigió y fue redactor de periódicos políticos.